# Federico Vera
Federico Gabriel Vera (Santa Fe, 24 marzo 1998) è un calciatore argentino, difensore dell'Independiente.

## Caratteristiche tecniche
È un terzino destro.

## Carriera
Cresciuto nel settore giovanile dell'Unión (SF), nella stagione 2019-2020 viene ceduto in prestito allo Sp. Las Parejas dove gioca 11 partite nel Torneo Federal A. Nel giugno 2020 rientra al club biancorosso e debutta in prima squadra giocando l'incontro di Coppa Sudamericana perso 1-0 contro l'Emelec.

## Statistiche

### Presenze e reti nei club
Statistiche aggiornate al 7 maggio 2025.
| Stagione             | Squadra              | Campionato           | Campionato | Campionato | Coppe nazionali | Coppe nazionali | Coppe nazionali | Coppe continentali | Coppe continentali | Coppe continentali | Altre coppe | Altre coppe | Altre coppe | Totale | Totale |
| Stagione             | Squadra              | Comp                 | Pres       | Reti       | Comp            | Pres            | Reti            | Comp               | Pres               | Reti               | Comp        | Pres        | Reti        | Pres   | Reti   |
| -------------------- | -------------------- | -------------------- | ---------- | ---------- | --------------- | --------------- | --------------- | ------------------ | ------------------ | ------------------ | ----------- | ----------- | ----------- | ------ | ------ |
| 2019-2020            | Sp. Las Parejas      | TFA                  | 18         | 1          | CA              | 2               | 0               | -                  | -                  | -                  | -           | -           | -           | 20     | 1      |
| lug.-dic. 2020       | Unión (SF)           | PD                   | 0          | 0          | CA+CdL          | 0+7             | 0               | CS                 | 4                  | 0                  | -           | -           | -           | 11     | 0      |
| 2021                 | Unión (SF)           | PD                   | 23         | 0          | CA+CdL          | 0+12            | 0               | -                  | -                  | -                  | -           | -           | -           | 35     | 0      |
| 2022                 | Unión (SF)           | PD                   | 21         | 0          | CA+CdL          | 2+7             | 0               | CS                 | 5                  | 1                  | -           | -           | -           | 35     | 1      |
| 2023                 | Unión (SF)           | PD                   | 24         | 0          | CA+CdL          | 0+13            | 0               | -                  | -                  | -                  | -           | -           | -           | 37     | 0      |
| gen.-ago. 2024       | Unión (SF)           | PD                   | 4          | 0          | CA+CdL          | 1+13            | 0               | -                  | -                  | -                  | -           | -           | -           | 18     | 0      |
| Totale Unión (SF)    | Totale Unión (SF)    | Totale Unión (SF)    | 72         | 0          |                 | 55              | 0               |                    | 9                  | 1                  |             | -           | -           | 136    | 1      |
| ago.-dic. 2024       | Independiente        | PD                   | 15         | 0          | CA+CdL          | 1+0             | 0               | -                  | -                  | -                  | -           | -           | -           | 16     | 0      |
| 2025                 | Independiente        | PD                   | 15         | 0          | CA              | 1               | 0               | CS                 | 3                  | 0                  | -           | -           | -           | 19     | 0      |
| Totale Independiente | Totale Independiente | Totale Independiente | 30         | 0          |                 | 2               | 0               |                    | 3                  | 0                  |             | -           | -           | 35     | 0      |
| Totale carriera      | Totale carriera      | Totale carriera      | 120        | 1          |                 | 59              | 0               |                    | 12                 | 1                  |             | -           | -           | 191    | 2      |